# 특종세상
《특종세상》은 매주 목요일 밤 9시 10분에 방송되는 MBN의 교양 프로그램이다.

## 기획 의도
다양한 분야에서 활약했던 스타들의 휴먼스토리 놀라운 능력을 갖고 있는 사람 숨겨진 우리 이웃들의 이야기까지 고품격 밀착 다큐 <특종세상>으로, 진실(특종·실종·소문) 세 코너로 나누어 기인과 달인 그리고 사회의 사각지대를 전하는 사람들에 대한 이야기와 사람, 자연현상, 지형지물 등 인터넷/SNS 등으로 떠도는 소문의 진실을 추적하는 르포르타주 형식의 프로그램.

## 방송 일정
| 방송 채널 | 방송 기간                         | 방송 시간                    |
| --------- | --------------------------------- | ---------------------------- |
| MBN       | 2012년 3월 9일 ~ 2012년 4월 13일  | 매주 금요일 밤 11:00 ~ 12:00 |
| MBN       | 2012년 4월 20일 ~ 2014년 5월 23일 | 매주 금요일 밤 10:00 ~ 11:00 |
| MBN       | 2014년 5월 30일 ~ 2020년 7월 3일  | 매주 금요일 밤 9:50 ~ 11:00  |
| MBN       | 2020년 7월 9일 ~ 2022년 6월 2일   | 매주 목요일 밤 9:50 ~ 11:00  |
| MBN       | 2022년 6월 9일 ~ 현재             | 매주 목요일 밤 9:10 ~ 10:20  |

## 참고 사항
- 1회부터 202회까지 다시보기 서비스가 없으며, 203회부터 다시보기 서비스가 개시되었다.
- 오랫동안 매주 금요일 밤 11시에 방송되었으나 2012년 4월 20일 매주 금요일 밤 11시에서 밤 10시로 변경되었다. 2014년 5월 30일 매주 금요일 밤 10시에서 밤 9시 50분으로 변경되었다. 2020년 7월 9일 MBN 여름 개편에 따라 MBN 예능 프로그램 보이스 트롯과 시간대가 겹치기 때문에 방송 시간이 매주 금요일 밤 9시 50분에서 매주 목요일 밤 9시 50분으로 변경되었다.
- 2021년은 특종세상 스타멘터리 혹은 스타멘터리 특종세상 코너로 방송되었다.
- 2021년 12월 16일에 현장르포 특종세상에서 특종세상으로 프로그램 명칭이 변경되었다.

## 동일 소재 프로그램
- VJ클럽 (KBS 2TV)
- PD수첩, TV특종 놀라운 세상 (MBC TV)
- 순간포착 세상에 이런일이 (SBS TV)
- 코리아 헌터, NEW 코리아 헌터, 아시아 헌터 (TV조선)
- 라디오 동의보감, 안녕하세요 이문세입니다 (MBC 표준FM)